# 疣果楼梯草
疣果楼梯草（学名：Elatostema trichocarpum）是荨麻科楼梯草属的植物，为中国的特有植物。分布于中国大陆的四川、云南、贵州、湖北等地，生长于海拔1,000米的地区，多生在山地阴湿处，目前尚未由人工引种栽培。